# Hermanus-Franciscus Van den Anker
Pour les articles homonymes, voir Anker.
Hermanus Franciscus Van den Anker est un peintre et lithographe néerlandais né le 14 juillet 1832 à Rotterdam et mort le 9 juillet 1883 à Paris.

## Biographie
Il étudia à l'académie de sa ville natale, puis il vint en France, en 1852. 
Van den Anker a accompagné Edmond Lebel en Bretagne en 1859, laissant d’intéressantes études d’intérieurs bretons, avec personnages en costume régional.
Anker a résidé à Paris.
Son amitié avec le peintre Edmond Lebel a persisté le restant de ses jours, il a notamment fréquenté son atelier aux Batignolles – rue Capron-Forest - laissant quelques portraits de son ami en situation et avec son jeune fils Albert (dit Edmond), né en 1866.

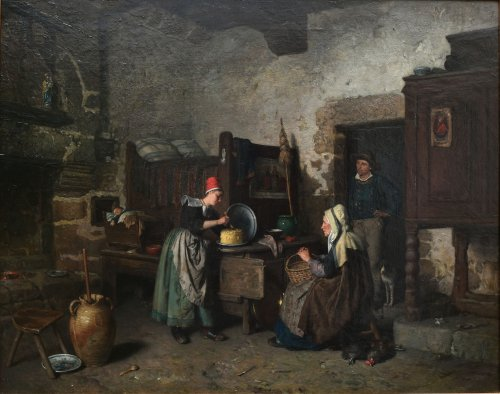
Hermanus-Franciscus Van den Anker, La Marchande de beurre ou Le Partage du beurre, intérieur breton, vers 1880-1882.

Puis il s'est retiré à Pont-Aven, où il a habité durant quatorze ans vivant de peu de moyens. Il fit le portrait de Marie- Jeanne Gloanec (1839-1915) alias "La Mère Gloanec", patronne de la pension Gloanec puis  de  l'Hôtel Gloanec à Pont-Aven. C'est lui qui, avec Fernand Quignon, a peint en 1882 ou 1883 l’enseigne qui trôna longtemps au-dessus de la porte d’entrée de la pension Gloanec.
Il devait finalement mourir à Paris, à l'hôpital Dubois.

## Œuvres dans les collections publiques
- Pont-Aven, musée des beaux-arts :
  - Portrait de Madame Herlédan, vers 1880, huile sur toile ;
  - L'enseigne de la pension Gloanec, vers 1880, huile sur panneau de bois, en collaboration avec Fernand Quignon.

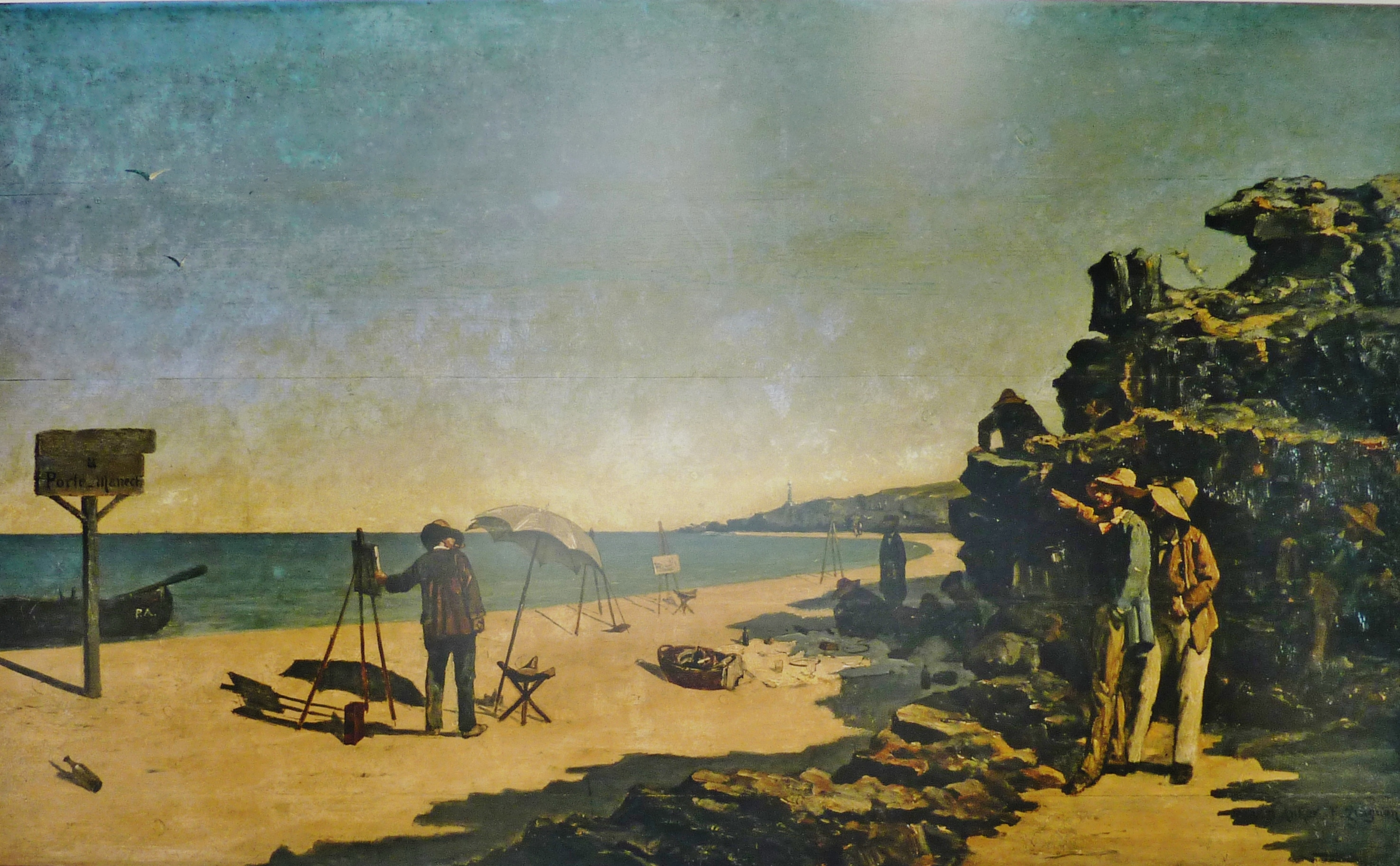
Fernand Quignon et Hermanus-Franciscus Van den Anker : Enseigne de la Pension Gloanec (vers 1880, huile sur bois, musée de Pont-Aven).